# Végétarisme bouddhique
Le végétarisme bouddhique est une pratique alimentaire, qui, au-delà du simple végétarisme excluant la consommation de chair animale, a une histoire et des bases philosophiques précises, spécifiques au bouddhisme.

## Bouddha historique

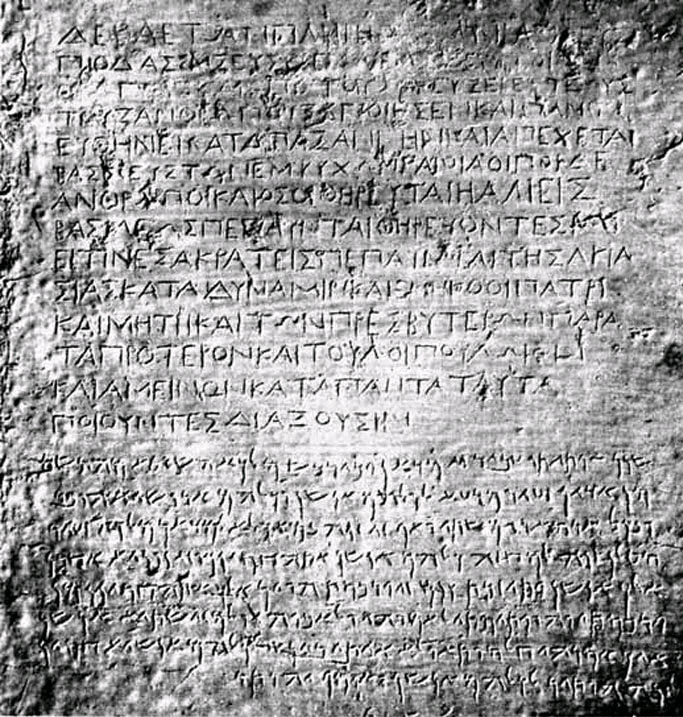
Édit à la fois en grec et araméen par le roi Ashoka, de Kandahar. Anciennement au Musée national afghan de Kaboul, désormais détruit. Traduction : « Dix ans du règne ayant été achevé, le roi Piodasses (Ashoka) a fait connaître la Piété (εὐσεβεστέρους) aux hommes, et à partir de ce moment, il a rendu les hommes plus pieux, ainsi que tout ce qui vit dans le monde entier. Et le roi s'abstient de tuer les êtres vivants, et d'autres hommes qui sont chasseurs et pêcheurs du roi ont renoncé à leur chasse. Et si certains étaient intempérants, ils ont cessé l'intempérance qui était en leur pouvoir, et obéissant à leurs père et mère et aux anciens, en opposition au passé aussi dans l'avenir, en agissant ainsi en toute occasion, ils vont vivre mieux et plus heureux. »

D'après le vinaya, le Bouddha indique qu'il existe trois sortes de viandes pures (三種淨肉 sān zhǒng jìng ròu) et dix sortes de viandes impures et il demande de s'abstenir de ces dernières. Il ne s'agissait donc pas d'interdire la viande mais de réguler sa consommation. D'après A. Waley, cet interdit se fit plus rigoureux en Inde aux environs du IIIe siècle.
Il est peu probable que le Bouddha (historique) ait considéré l'ensemble de ses enseignements philosophiques comme une religion proprement dite. Bien qu'il ait créé un ashram, comme n'importe quel guru brahmane qui accepte d'offrir ses enseignements, le dernier message qu'il adressa à ses disciples fut de « rechercher avec diligence leur Salut ».
À l'époque du Bouddha, comme d'ailleurs dans le reste du monde antique (en Grèce par exemple), manger de la viande découlait exclusivement d'un processus rituel selon lequel on sacrifie à une divinité une créature (l'homme figurant en tête de la liste des animaux dignes d'être offerts dans un sacrifice védique) : jamais la viande n'était consommée en dehors de la sphère sacrée: ce faisant, comme le Bouddha s'oppose absolument aux sacrifices sanglants, en s'adressant à des brâhmanes qui le pratiquaient, on peut comprendre que sa vision de l'alimentation était végétarienne, du fait même qu'il était inimaginable pour l'époque de tuer une créature pour se nourrir seulement (il serait spécieux de voir que, dans son refus du sacrifice sanglant, le Bouddha historique autorise ainsi l'alimentation carnée sur un plan profane, comme c'est le cas généralement dans le monde chrétien), la consommation de viande correspondant dans l'Antiquité (hindoue ou non) à un sacrifice sanglant, un rituel, non à un désir personnel (profane) :

« [Verset 2.19.] Et encore, ô brahmane, même avant que le sacrifice ne commence, celui qui prépare le feu du sacrifice et qui érige le poteau sacrificiel met en marche lui-même toute l'affaire, en disant : “ Que l'on abatte les taureaux, pour sacrifier ! Que l'on abatte les jeunes bœufs pour sacrifier ! Que l'on abatte les génisses pour sacrifier ! Que l'on abatte les béliers pour sacrifier ! ” [Verset 2.20.] De cette façon, il fait des démérites, mais en pensant acquérir des mérites. Il fait une chose mauvaise, mais en pensant faire une chose bonne. Il prépare la voie conduisant à une destination malheureuse, mais en pensant préparer la voie conduisant à une destination heureuse. [réponses du brâhmane :] […] [Verset 2.35] Je laisse, ô vénérable Gotama, en liberté ces cinq cents taureaux, je leur donne la vie. Je laisse en liberté ces cinq cents jeunes bœufs, je leur donne la vie. [Verset 2.36] Je laisse en liberté ces cinq cents génisses. Je leur donne la vie. Je laisse en liberté ces cinq cents béliers, je leur donne la vie. [Verset 2.37] Que ces animaux mangent de l'herbe comme ils veulent. Qu'ils boivent l'eau fraîche comme ils veulent. Que la douceur du vent souffle sur leur corps. »

— Sermons du Bouddha, le principe d'Ahimsâ.
Il faut préciser que, selon la maxime védique, « sacrifier n'est pas tuer », et que l'Ahimsâ est le devoir premier du brâhmane (du sacrificateur-enseignant donc) ; de plus, selon certaines interprétations du Véda, le sacrifice sanglant peut être considéré comme un rite nécessaire au fonctionnement du cosmos, si bien qu'il n'est pas vu comme une violence (himsâ), un meurtre, mais uniquement comme un sacrifice (le sacrifice sanglant est ainsi considéré comme respectueux de l'Ahimsâ, de la non-violence universelle). Cependant, avec le Bouddha, considéré par les Hindous comme un Dieu incarné, le Dieu Vishnou, un Avatâr, le sacrifice sanglant perd cette valeur rituelle, et il est vu aussi comme une violence, si ce n'est une hypocrisie. Ce qui fait que la pratique du sacrifice sanglant est absente en presque totalité chez les brâhmanes aujourd'hui, en Inde.
Le Bouddha historique est donc un des personnages majeurs de la diffusion (ou consolidation) du végétarisme en Inde, tout comme son quasi-contemporain  jaïn Mahavira, et un millénaire plus tard, l'hindou Shankara : 

« La doctrine du Gautama exigeait des novices la pratique de la non-violence, le végétarisme et la pauvreté. »

— Guy Deleury, Le modèle indou, Éditions Kailash, 2006 [1978] p. 72,  (ISBN 2-909052-33-8).
Beaucoup de brâhmanes, sans adhérer à la philosophie du Bouddha, apprécièrent cette doctrine qui consolidait leur principe de vie majeur, – l'Ahimsâ. Cela est confirmé par la politique menée par l'empereur Ashoka, qui fut un siècle plus tard un fervent admirateur du Bouddha et de sa philosophie, et qui, en plus d'envoyer des missionnaires jusqu'à l'île de Ceylan (Sri Lanka), fut aussi un grand propagateur de l'Ahimsâ (donc du végétarisme) sur tout le territoire indien : « Ce don (le dharma) consiste à traiter équitablement esclaves et serviteurs, à obéir à la mère et au père, à user de libéralité envers les amis, connaissances, parents, brâhmanes et ascètes et à ne pas tuer les animaux. » (Ashoka, édit 10).

## Point de vue des différentes écoles

### Theravada
Dans le Theravada, comme dans d'autres traditions bouddhistes, le végétarisme n'est pas obligatoire, mais est souvent recommandé. Dans les règles monastiques du Vinaya, tuer intentionnellement un animal constitue une faute (pacittiya 61). Selon l'interprétation la plus répandue des textes (notamment du Vinaya), la viande est permise si l'animal n'a pas été « tué spécifiquement pour le moine », bien que le texte original ne précise pas ce dernier point (« tué spécifiquement pour le moine » est un rajout supposé nécessaire pour la compréhension) :

« Poisson et viande sont purs si les trois points suivants sont respectés : on n'a pas vu, ni entendu, ni suspecté [qu'ils ont été tués spécifiquement pour le moine]. »

— (Vinaya, 3:171-72)
Par ailleurs, la tentative de schisme de Devadatta, rapportée par le canon pali, expose clairement le refus du Bouddha de rendre obligatoire le végétarisme pour les moines, une des cinq règles que voulait précisément imposer Devadatta à la communauté monastique (résultant en un schisme, décrit dans le Vinaya, Sanghadisesa 10).
Le commerce de viande n'est cependant pas conforme au Noble Chemin Octuple, il fait partie des cinq métiers qui ne sont pas des « moyens d'existence justes ». De plus, l'empereur Ashoka, après sa conversion, fit une loi à respecter de ne point tuer volontairement des animaux (ce qui sous-entend l'ordre d'un végétarisme général).

### Mahayana

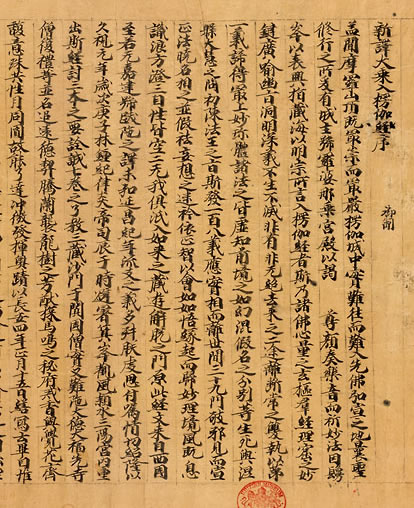
Préface du Sūtra Lankāvatāra provenant de Dunhuang

Dans certains sûtra du Mahâyâna, le Bouddha dénonce vigoureusement la consommation de viande. Dans le Mahayana Mahaparinirvana sutra, le Bouddha déclare que « la consommation de viande éteint le germe de la suprême compassion », ajoutant que toutes les sortes de viandes et la consommation de poisson (même d'animaux déjà trouvés morts) est interdite pour ses disciples. Le Bouddha souligne ensuite que la consommation de viande ne peut pas coexister avec une réelle compassion et demande non seulement d'être végétarien, mais de suivre un mode de vie végan. Dans ces sûtras, le Bouddha annonce également que dans le futur les moines « réaliseront des écrits faux face à l'authentique Dharma » et concocteront leurs propres sûtra pour pouvoir créer le mensonge selon lequel le Bouddha a permis de manger de la viande, alors qu'en fait l'Éveillé ne le fit jamais.
Le Lankavatara Sutra (un texte du Mahâyâna), en particulier, consacre un chapitre entier à la réponse du Bouddha à la demande d'un disciple nommé Mahamati, qui lui demande : « apprends-nous le mérite et le vice au sujet de la consommation de viande. » Un long passage dans le Lankavatara Sutra montre le Bouddha argumentant fortement en faveur du végétarisme, puisque la consommation de la chair des êtres vivants est selon lui incompatible avec la compassion qu'un Bodhisattva cultive. Plusieurs autres sûtra mahâyâna interdisent aussi catégoriquement la consommation de viande.

#### Au Japon
Dans ce pays, principalement de tradition mahāyāna, en 675, l'empereur Tenmu promulgue les premières lois visant à interdire la consommation de viande d'animaux (bovins, chevaux, chiens, poulets et singes). Cette interdiction reste en vigueur pendant près de 1 200 ans. En 1872, l'empereur Meiji signe un édit annulant formellement l'interdiction de consommer de la viande, consommation qui était déjà admise à l'époque Edo (1600-1868). Aujourd'hui, certaines écoles bouddhiques - notamment zen - sont exclusivement végétaliennes et recommandent la pratique du shōjin-ryōri,.

### Vajrayana

#### Bouddhisme tibétain
Dans Le Livre tibétain de la vie et de la mort (VIIIe siècle), on voit le fait d'éviter aux animaux une fin violente comme une haute vertu à cultiver ; de plus, le monde des morts obtient des bienfaits par ces actes de compassion envers les bêtes :

« Un (...) moyen de venir en aide aux morts, particulièrement en faveur au Tibet et dans les Himalayas, est de sauver des animaux destinés à l'abattoir et de leur rendre la liberté . »

Dans toutes les communautés monastiques où il enseigna, Dagpo Lama Rinpoché (1845-1919) incitait au  végétarisme par respect pour la vie. 
Geshe Thupten Phelgye, alors enfant, a vu l'intérieur d'un abattoir, ce qui l'a mené à devenir un ardent défenseur du végétarisme. En tant que premier président de la Société internationale gelugpa, il a aidé à passer la résolution en faveur du végétarisme pour tous les résidents gelugpa de monastères et couvents,. Il a aidé à passer un projet de loi 2003, au Parlement tibétain en exil, où il est un représentant de la tradition gelugpa, qui a encouragé les Tibétains à devenir végétarien, en déclarant 2004 « année tibétaine végétarienne ». 
Le 14e Dalaï-Lama et le 17e Karmapa Orgyen Trinley Dorje, ont donné en 2007 et 2008 des instructions sur les bienfaits de ne pas manger de viande afin de ne pas faire souffrir les animaux,. Suivant ces conseils, les Tibétains modifient profondément leurs habitudes alimentaires et deviennent de plus en plus végétariens, et dans la Région autonome du Tibet, ainsi que dans le Kham, et l'Amdo, des restaurants végétariens s'ouvrent. 
Entre 2004 et 2005, la croissance du tourisme chinois a augmenté de 46 % à Lhassa. L'ouverture de la Ligne ferroviaire Qing-Zang et surnommé le « Dragon de fer » joignant Pékin à Lhassa en mars 2006. Cette nouvelle ligne a permis d'acheminer entre juillet 2006 et mai 2007, 591 000 tonnes de marchandises dont 94,4 % à destination du Tibet, dont majoritairement des produits de base. Le tourisme Han et notamment le tourisme religieux s'est développé à destination de Lhassa. La conversion des populations au bouddhisme tibétain est devenue importante. En 2013, grâce à cette ligne, 13 millions de touristes, essentiellement chinois, ont visité le Tibet, soit quatre fois plus que la population de la région, et le végétarisme y est devenu populaire. En 2008, il y a deux restaurants végétariens à Lhassa , en août 2015, il en existait environ dix.

## Vues bouddhistes actuelles

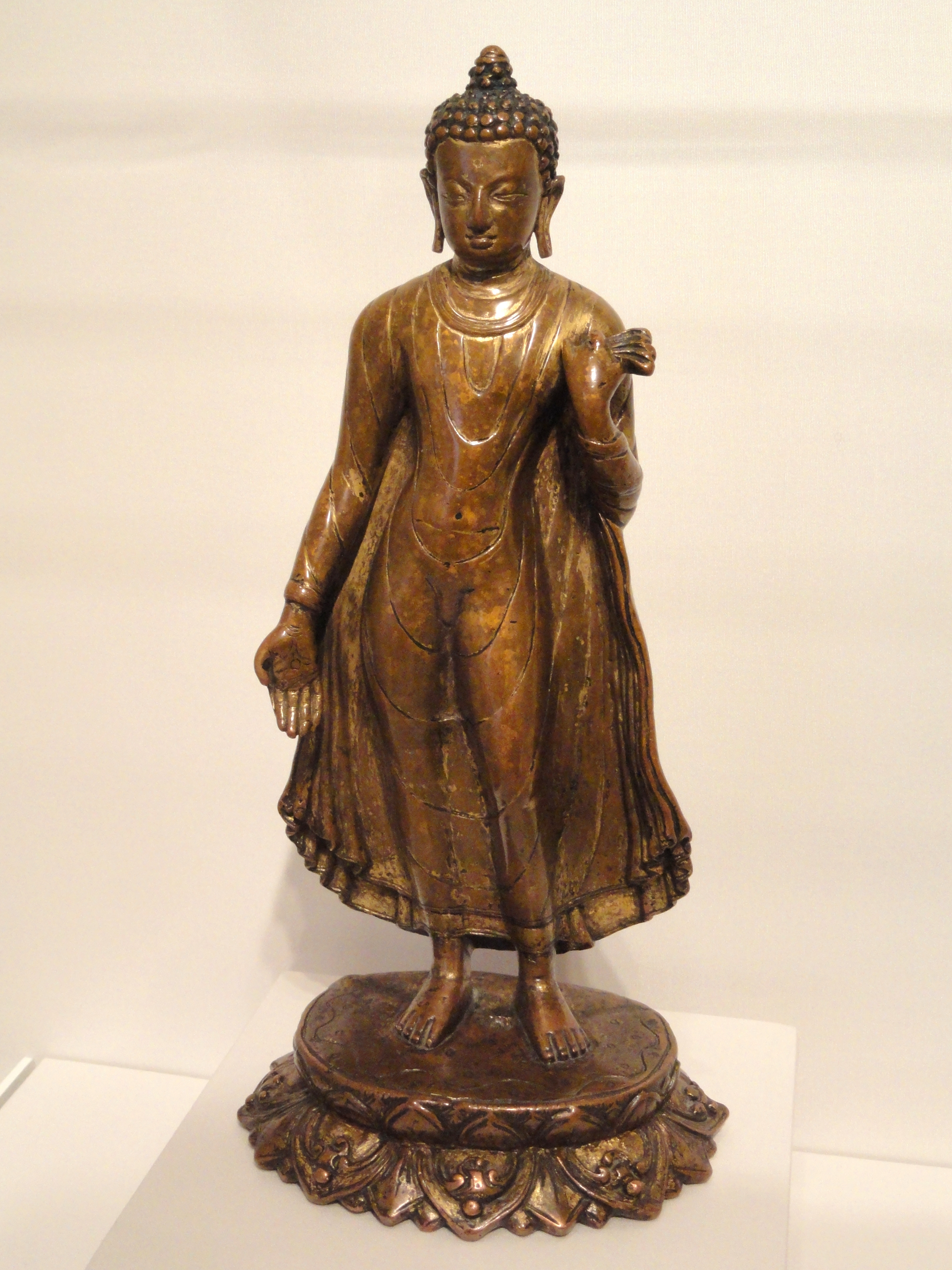
Bouddha Shakyamuni.

Bien que non unanimes dans les détails, toutes les écoles bouddhiques estiment qu'il n'est en aucune manière digne d'un être humain, et de son intelligence, d'exploiter ou d'opprimer les autres êtres : la « nature de Bouddha » est en chaque être et l'humain doit la réaliser pleinement en ayant de la compassion pour les êtres plus ignorants que lui afin de leur épargner le maximum de souffrances dans leur vie respective.
Le bouddhisme, de manière générale, « estime que tous les êtres ont le droit fondamental d'exister et de ne pas souffrir ». Quand un bouddhiste adopte sa voie spirituelle, il doit déclarer : « En prenant le Dharma pour refuge, je promets de ne plus nuire aux êtres », ce qui s'applique bien sûr aussi aux animaux. 
Ainsi, dans le Soutra de l'entrée à Lanka, l'un des sermons prononcés par le Bouddha Shakyamuni il y a 2 500 ans et repris par les écoles bouddhiques défendant le végétarisme, on peut lire :

« Hélas, quelle sorte de vertu pratiquent ces êtres ? Il se remplissent le ventre de chair animale en répandant la crainte chez les bêtes qui vivent dans les airs, dans les eaux, sur la terre ! […] Les pratiquants de la Voie doivent s'abstenir de viande, car en manger est source de terreur pour les êtres. »

## Consommation carnée dans les pays à majorité bouddhiste
À l'exception des moines du bouddhisme chinois, qui adhèrent au bouddhisme mahayana et sont végétariens, les autres fidèles du bouddhisme sont des consommateurs de chair animale : les moines du bouddhisme theravada acceptent les offrandes de chair animale pour se nourrir ; ainsi, les moines et laïcs bouddhistes du Sri Lanka, de Birmanie, du Laos, du Cambodge ou de Thaïlande sont en grande majorité des non-végétariens. Cette tolérance du bouddhisme à l'égard de l'alimentation carnée a toujours été critiquée par les jaïns, dont la religion est basée sur l'existence de l'âme ou atman : les jaïns considèrent que le bouddhisme ne respecte pas la non-violence (ahimsa). En effet, un fidèle bouddhiste ne doit pas commettre de violence lui-même mais peut manger de la chair d'un animal tué par un autre ; cette attitude est condamnée par le jaïnisme, qui promeut une non-violence obligatoire pour ses disciples, exigeant de s'abstenir de la violence de neuf façons : par la pensée, par la parole et par le corps et, à chaque fois, soit personnellement (krita), soit en le commandant à d'autres (kârita), soit en consentant à son exécution par d'autres (anumodita).

## Végétarisme bouddhique d'après la tradition antique
Les paroles traditionnelles du Bouddha, considéré comme le « Suprême Médecin », par rapport au végétarisme, sont peu nombreuses, mais concises et claires  :
« Du plus petit ver jusqu'à l'homme, vous ne tuerez aucun animal quel qu'il soit, mais préserverez toute vie. » (Paroles du Bouddha, Canon Pali)
« Ceux qui ne blessent aucune créature vivante, les sages toujours maîtres de leurs sens, sont en marche vers la condition impérissable où ils ne connaîtront plus la douleur. » (Dhammapada n°225)
« Celui qui ne fait de mal à aucune créature faible ou puissante ; qui ne commet point ou ne fait point commettre de meurtre, je l'appelle Brâhmane. » (Dhammapada n°405)
« Qu'il ne détruise absolument aucune vie, ou en soit la cause, ou bien qu'il sanctionne ceux qui le font. Qu'il s'abstienne de blesser quelque créature, aussi bien celles qui sont fortes que celles qui tremblent dans le monde. » (Dhammika Sutta)
« Répands la bienveillance sur le monde ; qu'il n'existe rien qui puisse faire du mal aux créatures, fortes ou faibles, et toutes apprendront les voies de la Paix. » (Chulla Vagga)
Dans le Bardo Thodol , on peut lire aussi :
« À Ceylan [Sri Lanka], sur la Montagne sacrée de Mihintalé, demeure comme témoin d'un temps […] bouddhiste, un ancien édit gravé sur pierre interdisant le meurtre des animaux pour les sacrifices et la nourriture. »